# Thomas Struth
Thomas Struth (11. oktober 1954 i Geldern, Tyskland) er en tysk fotograf.
Struth er bedst kendt for sin serie Museum Photographs, sort-hvide fotografier af gaderne i Düsseldorf og New York taget i 1970'erne og familieportrætter. Struth bor og arbejder i øjeblikket i Berlin og New York.

## Reference
1. ↑  Thomas Struth, Encyclopaedia Britannica